# Diegetisk og ekstradiegetisk lyd
Diegetisk og ekstradiegetisk lyd er to former for lyd i film og tv. Diegetisk lyd er lyd, der både kan høres af publikum og personerne i filmen, mens ekstradiegetisk lyd er det, som kun seeren kan høre. Udtrykket kommer af begrebet diegese, der henviser til den ”verden” eller univers, som filmen skaber. Diegetisk lyd kaldes også reallyd.